# Proceso Broma

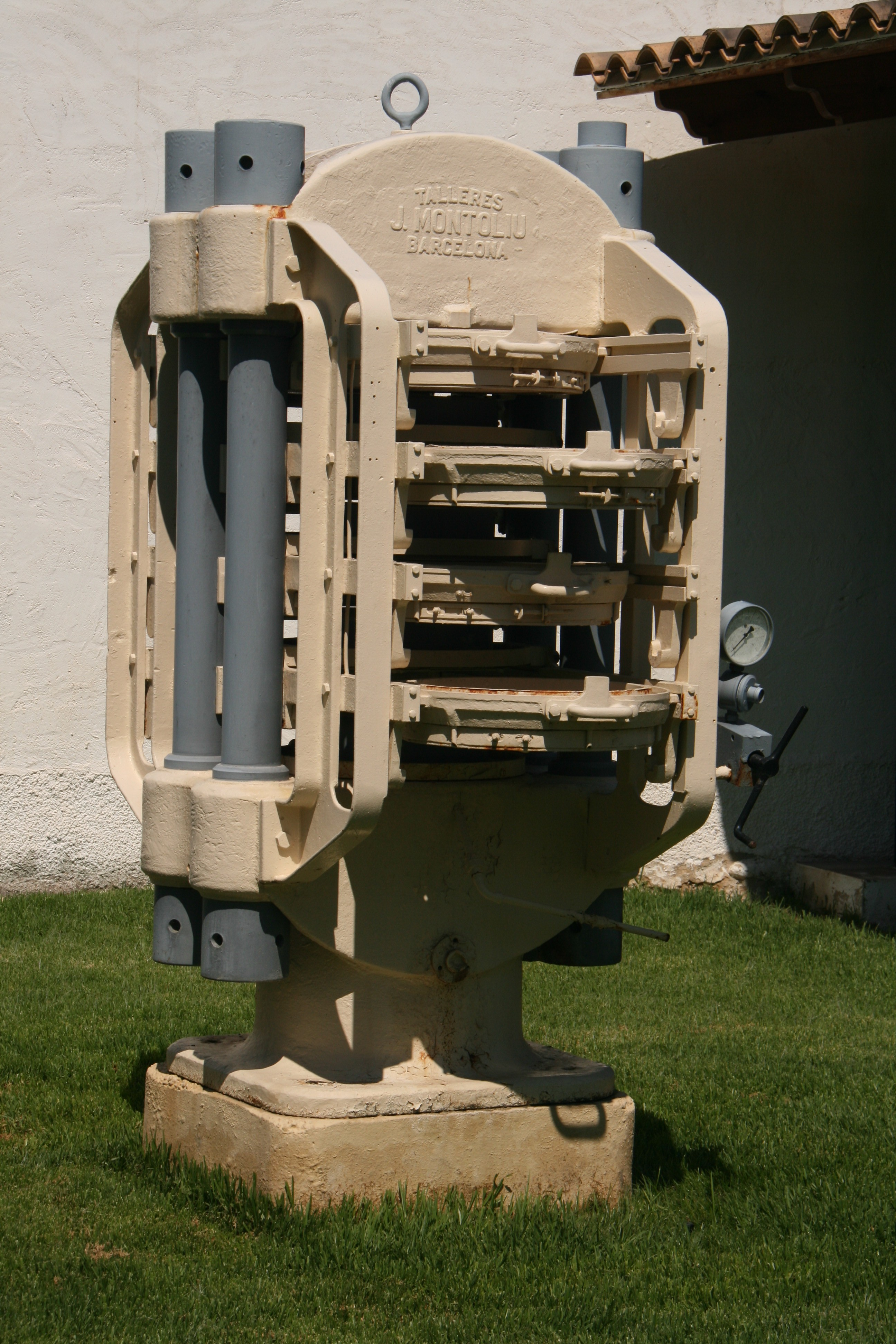
Prensa hidráulica de comienzos del en la extracción de la manteca del cacao.

El proceso Broma es un procedimiento empleado en la elaboración del chocolate que consiste en la extracción de la manteca de cacao de la masa del cacao, dejando libre el cacao puro (cacao en polvo). El nombre proviene de una simplificación del Theobroma cacao (fruto del árbol del cacao).

## Historia
Alrededor del año 1865 un trabajador de la factoría chocolatera de Domingo Ghirardelli se dio cuenta de que colgando una bolsa de masa de cacao (masa de las semillas de cacao molidas) en una habitación a temperatura caliente, la manteca de cacao se derretía lentamente y se precipitaba a lo largo de los poros de la bolsa, haciendo que tras un cierto tiempo la concentración de partículas sólidas dieran lugar a una especie de polvo que se denominó cacao en polvo.

## Características
Debido a la lentitud del proceso se intentó tras este descubrimiento que la grasa se extrajera mediante el empleo de prensas hidráulicas, acelerando el proceso de extracción. El proceso Broma proporciona al chocolate resultante un sabor más intenso que el obtenido por el proceso holandés del cacao, debido en parte a la no adición de agentes alcalinos.